# إيزوكسابين
إيزوكسابين (بالإنجليزية: Isoxaben)‏ وضيغتهُ الكيميائيّة N- [3- (1-ethyl-1-methylpropyl) -1،2-oxazol-5-yl] -2،6-dimethoxybenzamide هو مبيد أعشاب من عائلة بنزاميد وإيزوكسازول. الغرض منه هو استخدامه في مزارع الكروم وبساتين أشجار الجوز من أجل السيطرة المسبقة على الحشائش عريضة الأوراق.